# 24 septembre 2016
Le samedi 24 septembre 2016 est le 268e jour de l'année 2016.

## Décès
- Arne Melchior (né le 22 octobre 1924), homme politique danois
- Bill Mollison (né le 4 mai 1928), scientifique tasmanien
- Mel Charles (né le 14 mai 1935), joueur de football international gallois
- Buckwheat Zydeco (né le 14 novembre 1947), accordéoniste, claviériste et chanteur américain
- Bill Nunn (né le 20 octobre 1953), acteur américain
- Vladimir Kouzmitchev (né le 28 juillet 1979), footballeur russe

## Autres événements
- Sortie suisse du film Le Cœur en braille
- Création de Snap Inc.
- élection du chef du Parti travailliste au Royaume-Uni ;
- reprise de l'élection présidentielle en Estonie.